# Стефані Марч
Стефані Марч (англ. Stephanie March; нар. 23 липня 1974, Даллас, Техас, США) — американська акторка, найбільш відома роллю Александри Кебот в серіалі «Закон і порядок: Спеціальний корпус».

## Життєпис
Стефані Марч народилася в Далласі, США в родині Лори Дербі та Джона Марча. У неї є сестра Шарлотта. У кінці 1980 на початку 1990 вона навчалася в середній школі «Гайленд Парк», а потім вступила в Північно-Західний університет, який закінчила в 1996.

## Особисте життя
З лютого 2005 до 2015 Стефані була одружена з шеф-кухарем Боббі Флеєм. Вони познайомились на знімальному майданчику серіалу «Закон і порядок: Спеціальний корпус».
1 вересня 2017 року акторка одружилась з бізнесменом Деном Бентоном.

## Кар'єра
Акторську кар'єру Марч почала з театральної сцени. У 1997 вона отримала роль в серіалі «Завтра вже настане сьогодні». Її найбільший успіх — роль Александри Кебот в телепроєкті «Закон і порядок: Спеціальний корпус», яку акторка виконувала в кількох сезонах. Між зйомками у ньому вона з'явилась у політичній комедії «Голова держави», комедійному бойовику «Містер і місіс Сміт». У 2006 у Стефані була роль Александри Кебот в спін-оффі «Переконання». Крім того, вона з'явилась у серіалах «30 потрясінь», «Анатомія Грей», «Врятуй мене», «Щасливий кінець».
Марч виконувала ролі в комедійних стрічках: «Зображення брехні», «Схильність». У 2014 вона зіграла в пригодницькому фантастичному фільмі жахів «Невинність», після чого знялась у п'яти серіях телепроєкту «Неоновий Джо — мисливець на перевертнів», а також отримала гостьові ролі в серіалах «Неправильна мама», «Проти ночі».

## Фільмографія
| Рік       |    | Українська назва                        | Оригінальна назва                 | Роль                 |
| --------- | -- | --------------------------------------- | --------------------------------- | -------------------- |
| 1997      | с  | Завтра вже настане сьогодні             | Early Edition                     | Арлін                |
| 2000      | тф | Смерть комівояжера                      | Death of a Salesman               | міс Форсайт          |
| 2000—2012 | с  | Закон і порядок: Спеціальний корпус     | Law & Order: Special Victims Unit | Александра Кебот     |
| 2003      | кф | Кімната фокусів                         | Focus Room                        | Кім                  |
| 2003      | ф  | Голова держави                          | Head of State                     | Ніккі                |
| 2005      | ф  | Містер і місіс Сміт                     | Mr. & Mrs. Smith                  | Джулі                |
| 2006      | тф | Джессі Стоун: Нічний візит              | Jesse Stone: Night Passage        | Сіссі Гетувей        |
| 2006      | ф  | Фланелева піжама                        | Flannel Pajamas                   | Кеті                 |
| 2006      | ф  | Психоаналіз                             | The Treatment                     | Джулія               |
| 2006      | ф  | Східний Бродвей                         | East Broadway                     | Кай Дуглас           |
| 2006      | с  | Переконання                             | Conviction                        | Александра Кебот     |
| 2006      | кф | Копія                                   | Copy That                         | Стефані              |
| 2006      | с  | 30 потрясінь                            | 30 Rock                           | Гретхен              |
| 2007      | с  | Анатомія Грей                           | Grey's Anatomy                    | Джейн                |
| 2009      | с  | Врятуй мене                             | Rescue Me                         | медіум               |
| 2009      | ф  | Зображення брехні                       | The Invention of Lying            | блондинка            |
| 2012      | ф  | Схильність                              | Why Stop Now                      | Тріш                 |
| 2012      | с  | Зроблено в Джерсі                       | Made in Jersey                    | Наталі Мінка         |
| 2013      | с  | Щасливий кінець                         | Happy Endings                     | Брук                 |
| 2014      | ф  | Невинність                              | Innocence                         | Наталі               |
| 2015      | с  | Неоновий Джо — мисливець на перевертнів | Neon Joe, Werewolf Hunter         | Керол Блентон        |
| 2016      | с  | Неправильна мама                        | Odd Mom Out                       | розведена примадонна |
| 2016      | с  | Проти ночі                              | Nightcap                          | Стефані Марч         |
| 2018      | с  | Президентське шоу                       | The President Show                | Іванка Трамп         |